# Gonzalo Fernández de Burgos
Gonzalo Fernández detto di Lara. Gonzalo anche in spagnolo e in galiziano, Gonçalo, in portoghese e Gonçal, in catalano (seconda metà del IX secolo – dopo il 932), fu conte di Castiglia dal 909 circa al 916, sostituito, nel periodo 914-915, dal cugino Nuño Nuñez, e conte di Burgos dall'899 al 920. Fu anche conte di Castiglia e conte di Burgos, nel biennio 931-932.

## Origine
Gonzalo, secondo La web de las biografias era figlio di Fernando Muñoz e di Gutina Diaz, figlia del Conte di Castiglia, Diego Rodriguez Porcelos.

Fernando Muñoz, fratello di Nuño Muñoz era figlio di Munio Núñez "él de Brañosera", che, nell'824, aveva concesso la Carta Puebla (concessioni fatte alla popolazione per facilitare il ripopolamento di alcune zone della Castiglia) di Brañosera e sembra probabile che fosse discendente di quel Nuño Nuñez "Rasura", che, dopo l'820, fu uno dei due primi Giudici di Castiglia. La madre si chiamava Argilo.

Inoltre è molto probabile che Gonzalo fosse il capostipite della casata di Lara, che porterà all'indipendenza la contea di Castiglia e sarà molto importante nel regno di Castiglia, come sostiene la Gran Enciclopèdia Catalana.

## Biografía

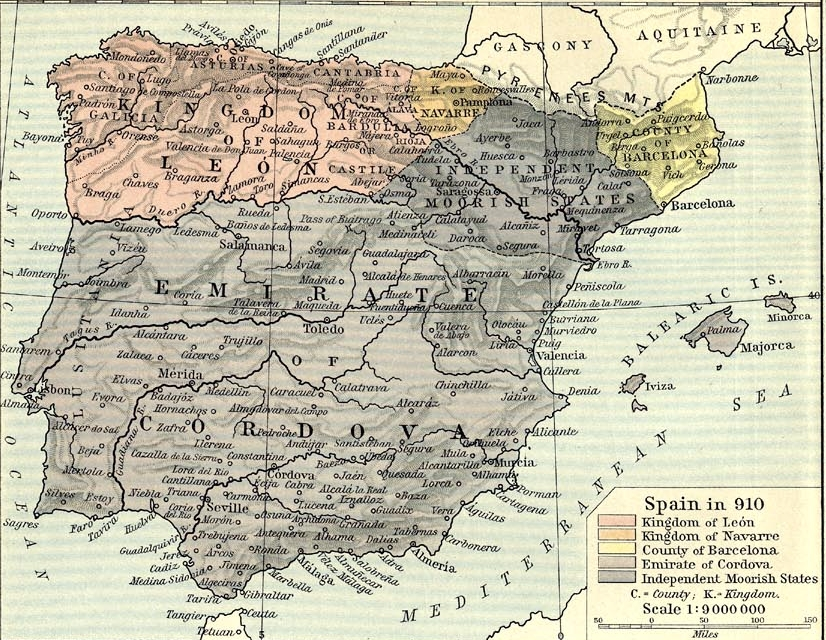
La penisola iberica (carta politica) nel 910

È nominato, per la prima volta come conte di Burgos, nell'899, nel documento n° 1 (non consultato) inerente l'atto di fondazione del monastero di San Pedro de Cardeña, che assieme al monastero di Santo Domingo de Silos fu molto influente sulla vita religiosa e politica della Castiglia.
Partendo dalle terre di famiglia Lara de los Infantes (Burgos), Gonzalo estese i suoi domini da Espinosa de los Monteros sino al fiume Arlanza, dove dovette fronteggiare, con successo la guarnigione musulmana di Carazo.

Da questa località partirà la scalata della famiglia Lara che suo figlio, Fernán González, porterà la contea ad essere ereditaria.
Nel 909, dopo che Nuño Muñoz si era stabilito alla corte del re di León, Garcia I, Gonzalo divenne conte di Castiglia e fu tra i protagonisti, assieme al cugino Nuño Nuñez (che fu il ripopolatore di Roa de Duero), ed a Gonzalo Téllez (che fu il ripopolatore di Osma), ripopolando Haza, Clunia e San Esteban de Gormaz, dell'espansione, completata nel 912, del regno di León, come riportano gli Annales Complutense, sino al fiume Duero, come riporta anche La web de las biografias.

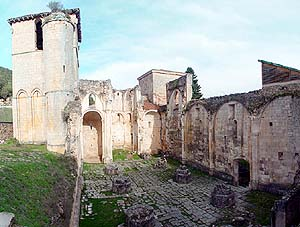
resti del monastero di San Pedro de Arlanza

Nel 912, secondo il Diccionario biográfico español, Real Academia de la Historia, confermò i fueros di Brañosera.
Fu tra i fondatori del monastero di San Pedro de Arlanza, Hortigüela, Burgos. Il suo nome compare, unitamente a quello di Gonzalo Téllez e della di lui moglie, Flámula, nel documento n° III del cartulario de san pedro de arlanza, inerente la fondazione del monastero di San Pedro de Arlanza, Hortigüela, Burgos.
Probabilmente con la nomina a re di León di Ordoño II, nel 914, Gonzalo fu sostituito alla guida della contea, dal cugino Nuño Nuñez, ma risulta nuovamente conte di Castiglia in un documento del maggio 915.

secondo il religioso, che fu anche storico, Fray Justo Pérez de Urbel, nel suo Historia del Condado de Castilla (non consultato) sostiene che Gonzalo costruì il castello di Lara e compare per l'ultima volta presente in Castiglia, come conte, nel 916.
Gonzalo, sostituito da Fernando Ansúrez come conte di Castiglia e conte di Burgos, compare in un'assemblea di nobili leonesi, nel 920, prima della battaglia di Valdejunquera, dove, Ordoño II di León e Sancho I Garcés di Navarra, il 26 luglio, furono sconfitti da ʿAbd al-Raḥmān III ibn Muḥammad, come riporta lo storico Rafael Altamira.

Molto probabilmente dopo tale avvenimento, in Castiglia si impose, sempre con una contea ridotta il nuovo conte di Burgos, suo fratello, Nuño Fernández.
Nel 922 Gonzalo si trovava in Galizia, dove controfirmò (Guincaluus Ferdinandiz) il documento n° XLV delle Apendices della HISTORIA de la IGLESIA DE SANTIAGO DE COMPOSTELA, TOMO II.
Dopo tale data Gonzalo compare in vari documenti essere presente alla corte Navarra tale Gundisalvus comes, e Fray Justo Pérez de Urbel sostiene che Gonzalo, tra il 920 e il 930, si trovasse in Navarra, in quanto bandito dal regno di León .

Secondo La web de las biografias, dopo la morte di Garcia I, Gonzalo cadde in disgrazia e forse fu incarcerato, comunque, per un certo periodo, visse alla corte di Navarra.
Secondo il documento n° 20 del monastero di San Pedro de Cardeña (non consultato), datato 931, Gonzalo controfirmò un documento di Alfonso IV di León, e dopo l'avvento al trono del León di Ramiro II, nel 931, Gonzalo, nel 932, risulta conte di Castiglia, per la terza volta, prima dell'avvento di suo figlio, Fernán González.
Non si sa la data esatta della sua morte, comunque è da datarsi dopo il 932.

## Matrimonio e discendenza
Gonzalo aveva sposato Muniadomna (?-circa 935), che forse era discendente del re delle Asturie Ramiro I, e che Fray Justo Pérez de Urbel, sostiene addirittura che fosse la figlia del re delle Asturie Ramiro I e della prima moglie Urraca, che come risulta da un documento, nel 929, fece una donazione al monastero di Santa Maria di Lara e, secondo i documenti n° VI e n° X del cartulario de san pedro de arlanza ne fece anche due al Monastero di San Pedro de Arlanza, assieme ai figli Fernán González e Ramiro Gonzales, rispettivamente, nel 929 e, assieme a Fernán González, nel 931; infine ancora una al Monastero di San Pedro de Cardeña, con il figlio maggiore, Fernán González, nel 935.

Gonzalo da Munuadomna ebbe due figli:
- Fernán González (910-970), conte di Castiglia, citato con la madre, nei documenti di donazione[14][15];
- Ramiro Gonzales († dopo il 929), citato con la madre, nel documento di donazione, datato 929[14].

## Ascendenza
|                             |                      |                        | Genitori |  |  | Nonni |  |  | Bisnonni |  |  | Trisnonni |  |
|                             |                      |                        |          |  |  |       |  |  | …        |  |  | …         |  |
|                             |                      |                        |          |  |  |       |  |  | …        |  |  | …         |  |
|                             |                      | …                      |          |  |  |       |  |  | …        |  |  |           |  |
| …                           |                      |                        |          |  |  |       |  |  | …        |  |  |           |  |
|                             |                      | …                      | …        |  |  |       |  |  |          |  |  |           |  |
|                             |                      | …                      | …        |  |  |       |  |  |          |  |  |           |  |
|                             |                      | …                      | …        |  |  |       |  |  |          |  |  |           |  |
| Fernando Muñoz              |                      | …                      |          |  |  |       |  |  |          |  |  |           |  |
|                             |                      | …                      | …        |  |  |       |  |  |          |  |  |           |  |
|                             |                      | …                      | …        |  |  |       |  |  |          |  |  |           |  |
|                             |                      | …                      | …        |  |  |       |  |  |          |  |  |           |  |
| …                           |                      | …                      |          |  |  |       |  |  |          |  |  |           |  |
|                             |                      | …                      | …        |  |  |       |  |  |          |  |  |           |  |
|                             |                      | …                      | …        |  |  |       |  |  |          |  |  |           |  |
|                             |                      | …                      | …        |  |  |       |  |  |          |  |  |           |  |
| Gonzalo Fernández de Burgos |                      | …                      |          |  |  |       |  |  |          |  |  |           |  |
|                             | Rodrigo di Castiglia | Ramiro I delle Asturie |          |  |  |       |  |  |          |  |  |           |  |
|                             | Rodrigo di Castiglia | Ramiro I delle Asturie |          |  |  |       |  |  |          |  |  |           |  |
|                             | Rodrigo di Castiglia | Urraca Paterna         |          |  |  |       |  |  |          |  |  |           |  |
| Diego Rodriguez Porcelos    | Rodrigo di Castiglia |                        |          |  |  |       |  |  |          |  |  |           |  |
|                             |                      | …                      | …        |  |  |       |  |  |          |  |  |           |  |
|                             |                      | …                      | …        |  |  |       |  |  |          |  |  |           |  |
|                             |                      | …                      | …        |  |  |       |  |  |          |  |  |           |  |
| Gutina Díaz                 |                      | …                      |          |  |  |       |  |  |          |  |  |           |  |
|                             |                      | …                      | …        |  |  |       |  |  |          |  |  |           |  |
|                             |                      | …                      | …        |  |  |       |  |  |          |  |  |           |  |
|                             |                      | …                      | …        |  |  |       |  |  |          |  |  |           |  |
| …                           |                      | …                      |          |  |  |       |  |  |          |  |  |           |  |
|                             |                      | …                      | …        |  |  |       |  |  |          |  |  |           |  |
|                             |                      | …                      | …        |  |  |       |  |  |          |  |  |           |  |
|                             |                      | …                      | …        |  |  |       |  |  |          |  |  |           |  |
|                             |                      | …                      |          |  |  |       |  |  |          |  |  |           |  |

### Fonti primarie
- (LA)  Historia de la Santa A. M. Iglesia de Santiago de Compostela, Tomo II
- (LA)  España sagrada. Volumen 23
- (LA)  cartulario de san pedro de arlanza

### Letteratura storiografica
- Rafael Altamira, Il califfato occidentale, in L’espansione islamica e la nascita dell’Europa feudale, collana «Storia del mondo medievale», II volume, Milano, Garzanti, 1999  [1979],  pp. 477–515, SBN RAV0065639.